# Трудолюбовка (Пятихатский район)
Трудолюбовка (укр. Трудолюбівка) — село,
Пальмировский сельский совет,
Пятихатский район,
Днепропетровская область,
Украина.
Код КОАТУУ — 1224584817. Население по переписи 2001 года составляло 137 человек .

## Географическое положение
Село Трудолюбовка находится на расстоянии в 1,5 км от сёл Желтоалександровка и Виноградовка.